# زر سنوک
زر سنوک یک روستا در ایران است که در بخش مرکزی شهرستان سربیشه واقع شده‌است. زر سنوک ۳۲ نفر جمعیت دارد.